# The United States vs. Billie Holiday: Music from the Motion Picture
Das Album mit den Songs aus der Filmbiografie The United States vs. Billie Holiday von Lee Daniels über Billie Holiday wurde am 19. Februar 2021 veröffentlicht. Die Jazz-Ikone wird im Film von Andra Day verkörpert, die auch fast alle auf dem Album befindlichen Songs interpretiert und teilweise auch selbst schrieb.

## Entstehung
Während die Musik für den Film The United States vs. Billie Holiday, eine Filmbiografie von Lee Daniels über Billie Holiday von Christopher Gunning komponiert wurde, waren an der Entstehung des Albums mit den im Film verwendeten, teils neuen Songmaterials beteiligt. Holiday, eine der bedeutendsten US-amerikanischen Jazzsängerinnen, wird im Film von der Soul- und R&B-Sängerin Andra Day verkörpert.
Andra Day erhielt zuvor für Rise Up eine Grammy-Nominierung und hatte den Song Stand Up for Something für
den Film Marshall beigesteuert, ein Song, der ebenfalls eine Grammy-Nominierung erhielt und zudem für den Oscar nominiert wurde. Day singt Lieder aus Billie Holidays Repertoire im Film und schrieb auch an weiteren, neu für den Film entstandenen Songs mit. Neben ihr beteiligt waren Raphael Saadiq, Warren Oak Felder, Coleridge Tillman, Jamie Hartman und Charlie Wilson, der auch The Devil & I Got up to Dance a Slow Dance singt.

## Veröffentlichung
Das Soundtrack-Album mit insgesamt 13 Stüxcken wurde am 19. Februar 2021 von Warner Records veröffentlicht. „All of Me“, ein Jazzstandard, der, gesungen von Billie Holiday 1941 besondere Bekanntheit erlangte, wurde von Warner Records in der Version von Day bereits vorab im Januar 2021 veröffentlicht., ebenso der auf dem Album enthaltene Originalsong Tigress & Tweed.

## Titelliste
1. All of Me (Gerald Marks, Seymour Simons) 3:35
2. Strange Fruit (Abel Meeropol) 3:26
3. Tigress & Tweed (Andra Day, Raphael Saadiq) 3:11
4. The Devil & I Got up to Dance a Slow Dance (feat. Sebastian Kole) (Charlie Wilson) 3:21
5. Solitude (Duke Ellington, Irving Mills, Eddie DeLange) 3:01
6. Break Your Fall  2:20
7. I Cried for You (Gus Arnheim, Abe Lyman, Arthur Freed) 2:40
8. Ain’t Nobody’s Business (Porter Grainger, Everett Robbins)  3:03
9. Them There Eyes (Maceo Pinkard, Doris Tauber, William Tracey) 2:49
10. Lady Sings the Blues (Billie Holiday, Herbie Nichols) 3:15
11. Lover Man (Jimmy Davis, Ram Ramirez, Jimmy Sherman) 3:00
12. Gimme a Pigfoot and Bottle of Beer (Coot Grant, Wesley Wilson) 2:50
13. God Bless the Child (Billie Holiday, Arthur Herzog Jr.) 2:27

## Auszeichnungen
Critics’ Choice Movie Awards 2021
- Nominierung als Bester Filmsong (“Tigress & Tweed”)

Golden Globe Awards 2021
- Nominierung als Bester Filmsong (“Tigress & Tweed”)[8]

Grammy Awards 2022
- Auszeichnung als Best Compilation Soundtrack for Visual Media

Hollywood Music in Media Awards 2021
- Nominierung als Bester Song (“Tigress & Tweed”, geschrieben von Raphael Saadiq und Andra Day, performed von Andra Day)[9]